# Tuschstång

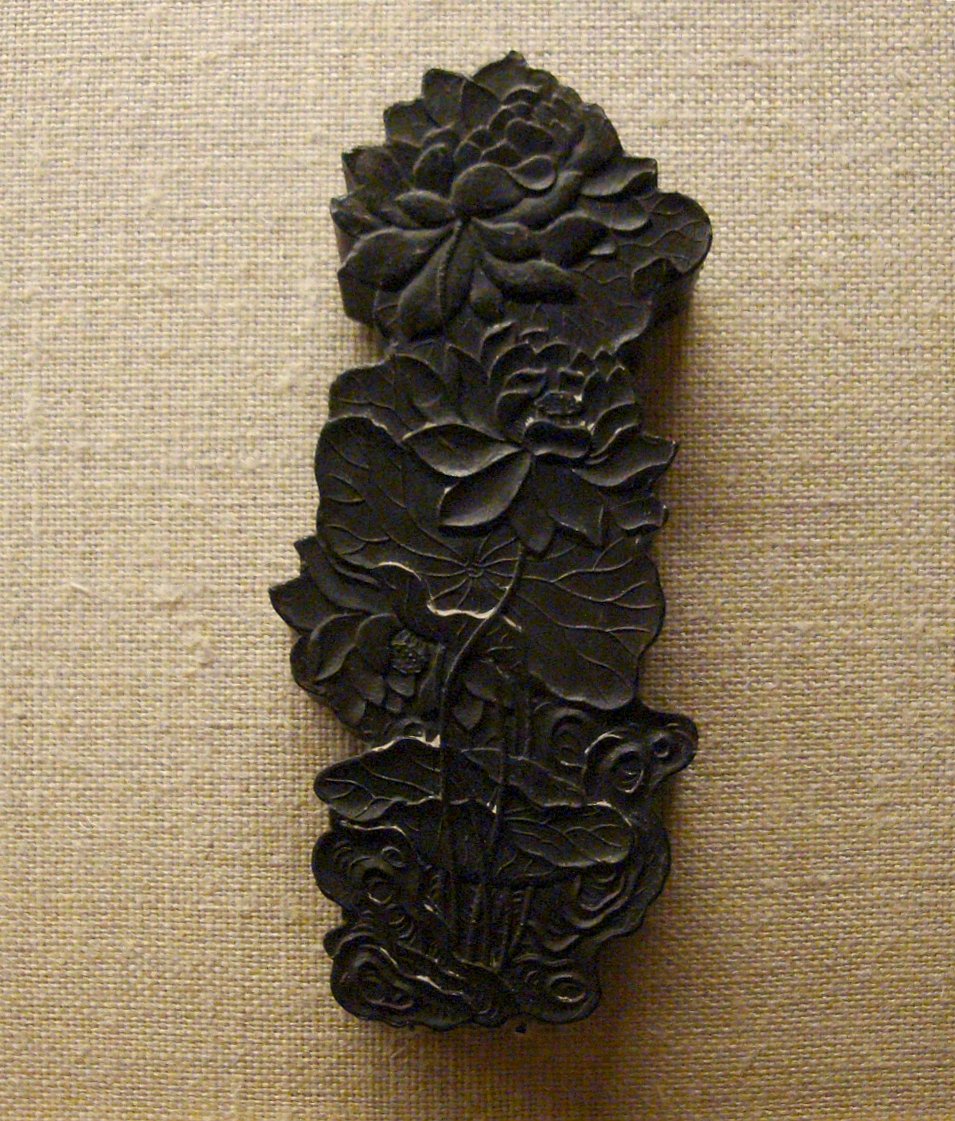
En tuschstång från Kina formad som lotuslöv och blommor.

Tuschstång är ett slags tusch i fast form, som traditionellt används i Östasien för kalligrafi och tuschmåleri. En tuschstång är huvudsakligen gjord av sotpigment i ett vattenlösligt bindemedel av animaliska limämnen.
För att få tusch från tuschstången river man den mot en tuschsten med en liten mängd vatten.